# Eoophyla argyropis
Eoophyla argyropis là một loài bướm đêm trong họ Crambidae.